# جزيرة ليبان (بيناجام باسر الشمالية)
جزيرة ليبان وهي جزيرة من جزر إندونيسيا، وتقع مقاطعة بيناجام باسر الشمالية في إقليم كالمنتان الشرقية في إندونيسيا.